# Arepa rellena
Las arepas rellenas son arepas típicas de Colombia que se asan en parrilla a fuego medio y que son rellenadas ya sea con carne desmechada de res, cerdo o pollo, o con chicharrón frito, o con jamón y queso, o con una combinación de las anteriores. Se consumen calientes, acompañadas con salsas. A diferencia de otras variantes de la arepa, que son acompañantes en sí mismas, las arepas rellenas son un plato principal, es decir, pueden remplazar un almuerzo o una comida.

## Tipos de arepa rellena

### Arepa con carne desmechada
Es típica del departamento de Antioquia y la región del Viejo Caldas (actuales departamentos de Caldas, Risaralda y Quindío). Se rellena con verduras y carne desmechada y guisada de res, cerdo o pollo y se acompaña con hogao.

### Arepa con jamón y queso
Es rellenada con una porción de jamón procesado y queso doble crema.

### Arepa con todo
Es típica del departamento de Antioquia. Se rellena con diferentes opciones de carnes desmechadas y guisadas (res, cerdo y pollo) y quesos, así como pedazos de chicharrón frito y lechuga, tomate y cebolla. Se acompaña con las salsas rosada, showy y verde.
Alternativamente, la arepa con todo puede rellenarse con carne desmechada y guisada de res y coronada con ensalada de pollo y aguacate.
Se sirve con bebidas como café, agua de panela o chocolate caliente.

### Arepa valluna
Es originaria del departamento del Valle del Cauca, también se come en los departamentos del Cauca y de Nariño. Después de asada se unta de mantequilla y se rellena con hogao y jamón.